# أنديرس غيافر
أنديرس غيافر (بالبوكمول: Anders Giæver) هو صحفي نرويجي، ولد في 27 أغسطس 1961 في أوسلو في النرويج.

## وصلات خارجية
- أنديرس غيافر على موقع IMDb (الإنجليزية)